# 东方档案
《东方档案》（捷克語：Archiv Orientální，缩写ArOr）是关于非洲研究，亞洲研究和東方學的同行評審学术期刊。由约翰·本杰明斯出版公司代表捷克科学院东方研究所出版。每一期根据地区分为三个部分：近东和非洲，南亚和中亚，以及远东。
现任编委会總編輯是捷克科学院的塔尼娅·德卢霍绍娃女士。

## 历史
《东方档案》创刊于1929年，是捷克斯洛伐克科学院东方研究所语言学家贝德日赫·赫罗兹尼在首任总统托马斯·马萨里克的资助下成立的。最初为季刊，收录用英语、法语和德语写的文章，很快就得到世界东方学界的公认。
该期刊被收录在艺术人文引文索引、ERIH PLUS和Scopus数据库。